# Tavola Ritonda
La Tavola Ritonda (titolo completo: Il libro delle istorie della Tavola Ritonda, e di missere Tristano e di missere Lancillotto e di molti altri cavalieri) è un manoscritto miniato di epoca rinascimentale, prodotto culturale dell'ambiente delle corti padane.
Conservato presso la Biblioteca Nazionale Centrale di Firenze (Codex Palatinus 556), il manoscritto, per i suoi contenuti, appartiene alla tradizione letteraria della Materia di Bretagna.
Il manoscritto, che reca la data del 20 luglio 1446, fu realizzato dal copista Zuliano degli Anzoli e dai suoi collaboratori. Opera di grande pregio, sia letterario sia artistico, la tavola Ritonda comprende 289 illustrazioni, quasi interamente disegnate a penna, per le quali, oltre a Zuliano degli Anzoli, si è ipotizzata la mano di Bonifacio Bembo o di suo fratello Ambrogio.
Non è noto il destinatario dell'opera: si è ipotizzata una committenza dei Gonzaga, dei Visconti, o del condottiero Pier Maria II de' Rossi.

## Edizioni e traduzioni
- Filippo Luigi Polidori (a cura di), La Tavola Ritonda o l'istoria di Tristano, 2 voll., Bologna, presso Gaetano Romagnoli, 1864-5, SBN LIA0011379.
  - ried.:  Marie-José Hejkant (a cura di), La Tavola Ritonda, collana Biblioteca Medievale, testo critico di F. L. Polidori, Milano-Trento, Luni Editrice, 1997, ISBN 978-88-79-84047-7.
- Anne Shaver e Annette Cash (a cura di), Tristan and the Round Table. A Translation of the Tavola Ritonda, collana Medieval & Renaissance Texts and Studies, Center for Medieval and Early Renaissance Studies—State University of New York at Binghamton, 1983.
- Emanuele Trevi (a cura di), Tavola Ritonda, collana Classici, Milano, Rizzoli, 1999, ISBN 978-88-17-18944-6.  collana I Grandi Classici della Letteratura Italiana, 2 voll., Milano, Fabbri Editore, 2002, SBN TO01070912.
- Roberto Cardini (a cura di), La Tavola Ritonda, con riproduzione facsimile in quadricromia e un volume di saggi, con trascrizione del testo e commenti, Istituto dell'Enciclopedia italiana Treccani, 2009, SBN CFI0744767.